# 广州英租界

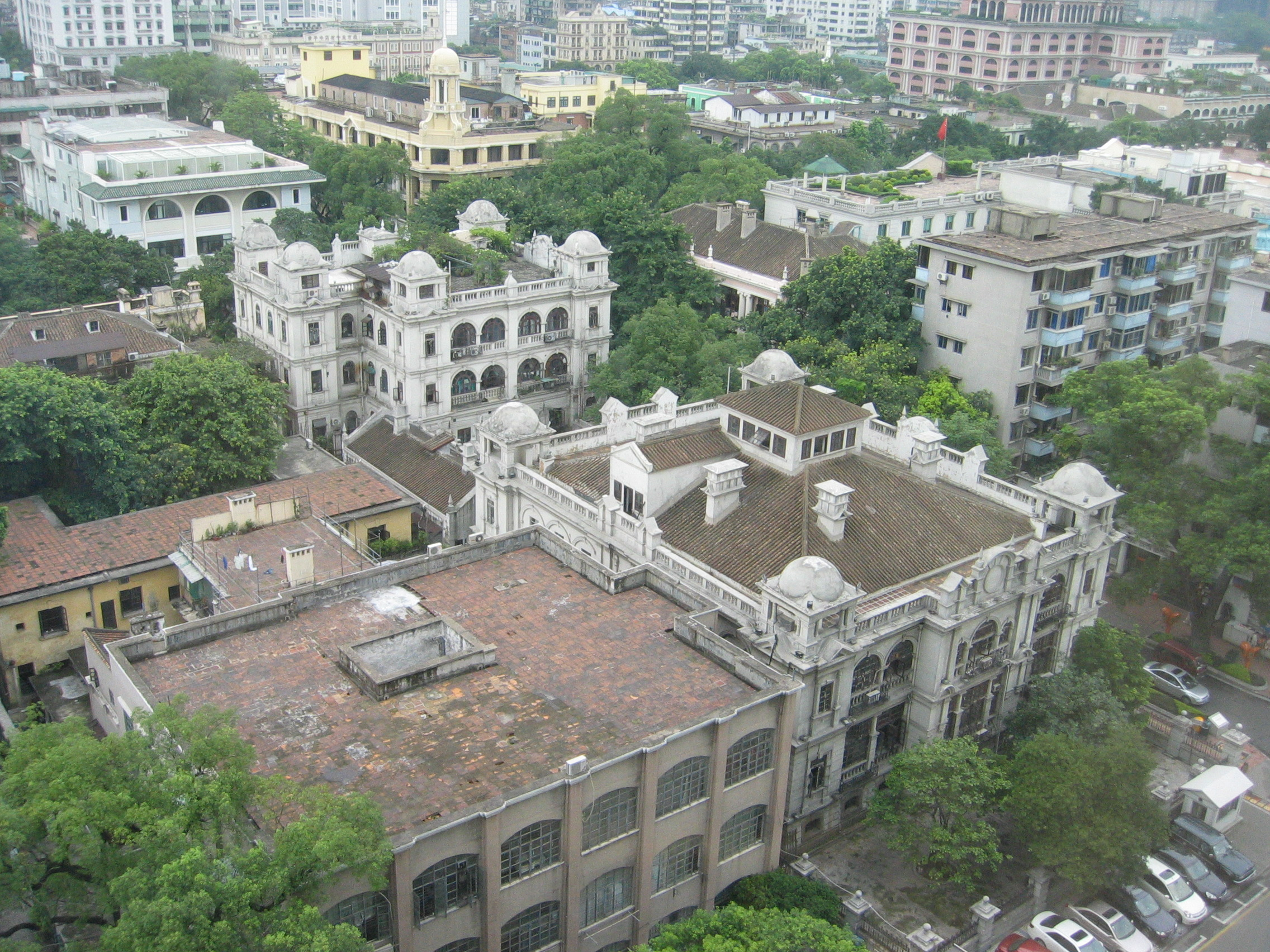
沙面島上保存完好的西式建築物

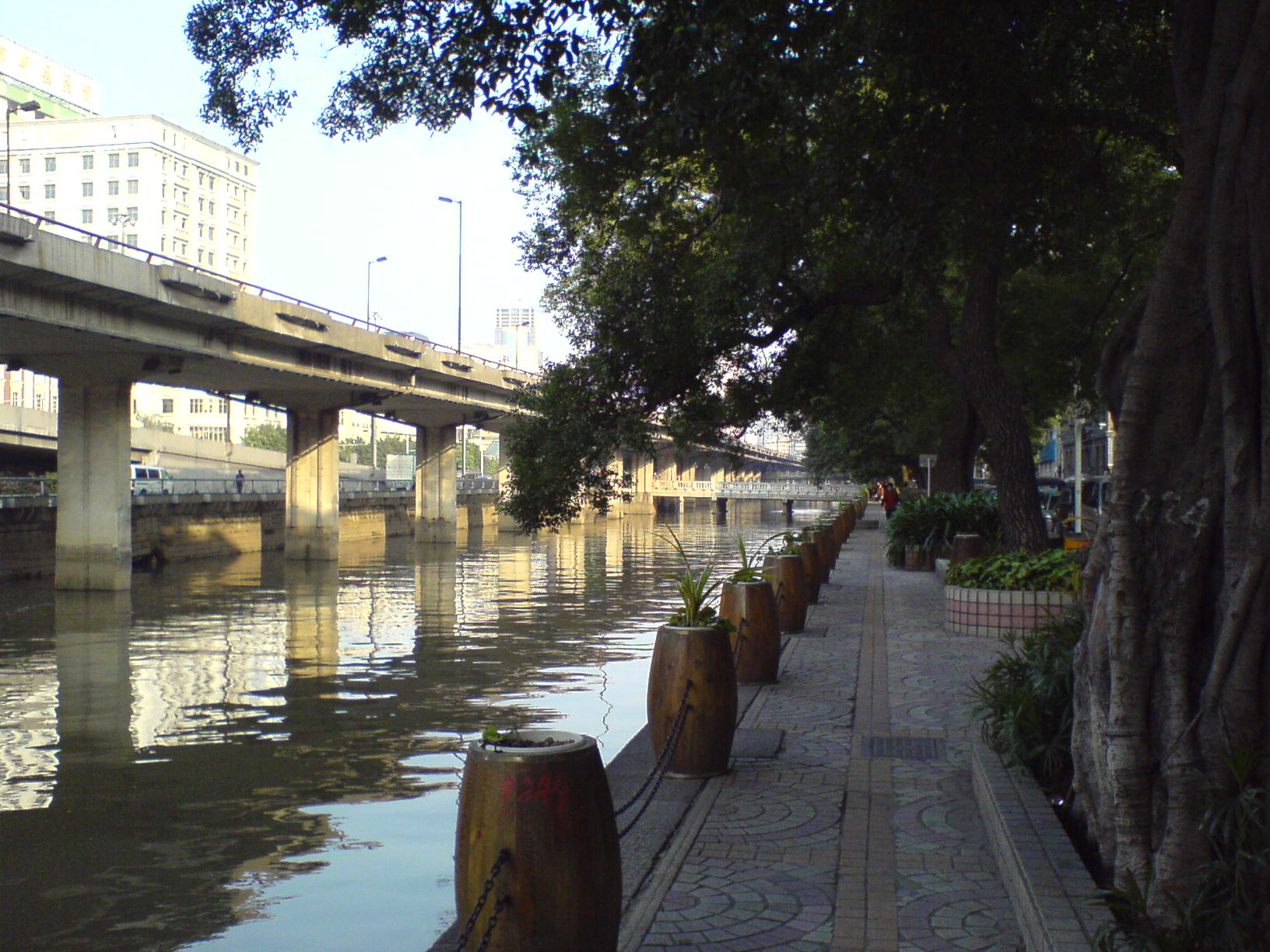
今日沙基涌边

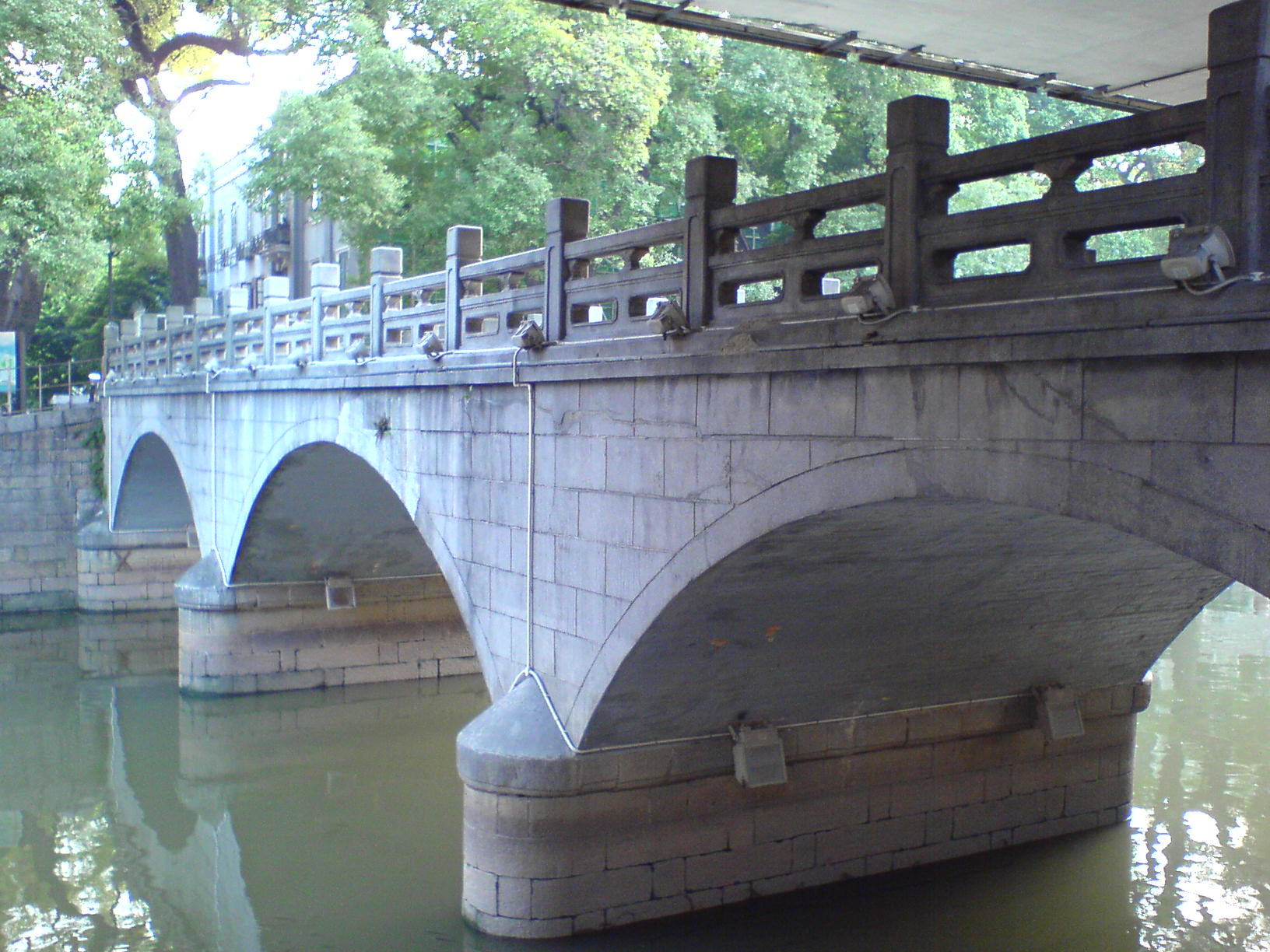
英租界的桥

广州英租界，是近代中国7个英國租界之一（另外6个是上海英租界（不久并入上海公共租界）、汉口英租界、镇江英租界、九江英租界、天津英租界和厦门英租界）。同时也是广州的兩个租界之一（另一个是广州法租界，同在沙面岛上，今为广州市荔湾区沙面街道）。

## 历史

### 开辟
1856年以前，广州传统的外贸区位于十三行。第二次鸦片战争期间被中国群众烧毁。英、法两国占领广州后，选择十三行附近的珠江中的小沙洲，人工填筑成沙面岛，并且按照出资比例，将其西部4/5划为广州英租界，面积约264亩。1861年，中英签订租约。其东部毗邻面积较小的广州法租界；北部为沙基涌，与华界分隔，其上设有一桥与华界相通。

### 收回
1942年，日本将对英国宣战后占领的沙面英租界交给亲日的汪精卫政府。1943年，法国维希政权退出法租界，交给汪精卫政府。同年，坚持抗日的重庆国民政府另行与英国订约收回英租界。

## 居民
广州英租界实行华洋分居政策，不允许华人入居。

## 市政

### 道路
- 堅拿街 Canal Street ：1942年更名為肇和路，1975年改為沙面北街。
- 中央道 Central Avenue：1942年更名為復興路，1975年改為沙面大街。
- 芬道 Front Avenue：1942年更名為珠江路，1975年改為沙面南街。
- 英國濱 English Bund
- 法國濱 French Bund

## 经济

### 贸易
- 怡和洋行
- 太古洋行

### 金融
- 汇丰银行
- 渣打银行

## 文化

### 宗教

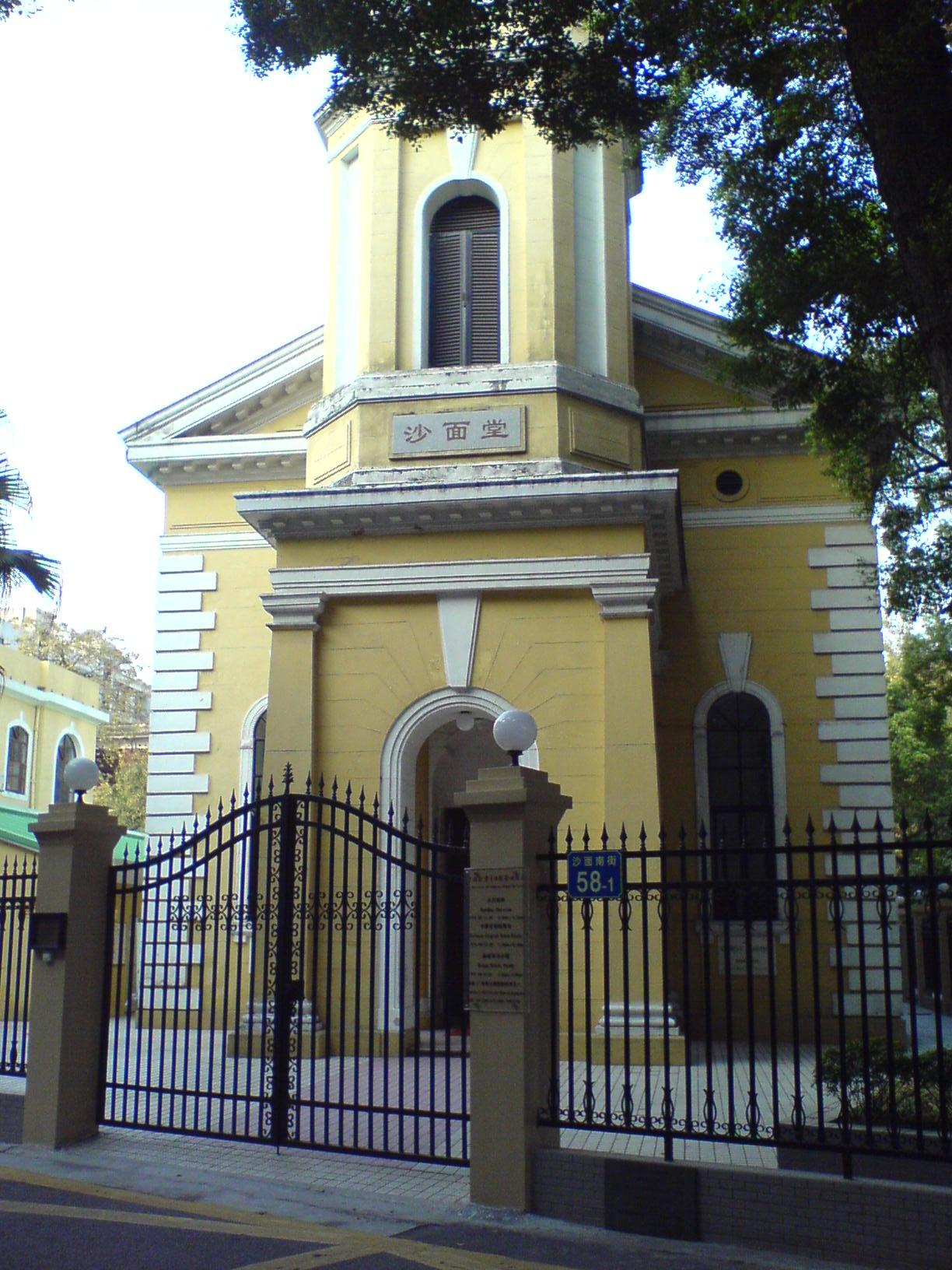
沙面基督堂

- 英国圣公会沙面基督堂